# 坎普山
78°58′S 85°50′W / 78.967°S 85.833°W
坎普山（英語：Camp Hills）是南極洲的山峰，座標78°58′S 85°50′W，位於埃爾斯沃思地，屬於埃爾斯沃思山脈的一部分，處於巴斯蒂安山脈和明尼蘇達冰川之間，現時由南極條約體系管理。